# Into
Into är det fjärde studioalbumet av den finländska rockgruppen The Rasmus, utgivet den 29 oktober 2001 på Playground Music. På albumet inledde bandet ett samarbete med de svenska producenterna Mikael Nord Andersson och Martin Hansen vid Nord Studios i Stockholm. Ny trummis för albumet var Aki Hakala, som hade ersatt Janne Heiskanen i slutet av 1998. Med över 72 000 sålda exemplar i Finland och gruppens första #1 på den finländska albumlistan, innebar Into deras nordiska genombrott. Albumet blev även vinnare i kategorierna 'Årets album' och 'Pop/rock album' vid 2001 års Emma-gala.
Into visar upp en helomvändning från The Rasmus tre tidigare album. Inte minst fansen märkte detta då albumets första singel, "F-F-F-Falling", nådde radiostationerna under sommaren 2001. Deras tidigare influenser av funk- och punkrock var helt borta, och istället satsade man på melodisk och dramatisk rock med seriösare låttexter. Till skillnad från sångaren Lauri Ylönens tidigare upprymda rapsång hade han nu övergått till mer ljusa och höga tonarter som tydligt märks på balladerna "Someone Else" och "Last Waltz".
Ordet "into" betyder på finska entusiasm eller passion.

## Bakgrund
Efter tre album på Warner Music Finland sökte sig bandet vid sekelskiftet till Sverige och Stockholm för en karriär även utanför Finlands gränser. Ny trummis för albumet var Aki Hakala, som hade ersatt Janne Heiskanen i slutet av 1998.

## Produktion
Into producerades av Mikael Nord Andersson och Martin Hansen vid Nord Studios i Stockholm. Inspelningen ägde rum i maj 2000. "Att spela in i Sverige var helt annorlunda än i Finland. De tar allting mycket mer seriöst. Vi har två producenter på albumet och de har båda bidragit med idéer. De visste vilka saker som skulle belysas och det var bra att två utomstående kommenterade musiken.", kommenterade Lauri Ylönen i tidskriften Mix. Det nya soundet skiljde sig tydligt från den riviga punk- och funkrockinspirerade rock som hade karaktäriserat gruppens tre tidigare album. Istället var musiken melodisk och texterna mer seriösa. Producenterna använde sig av olika tekniker för att få musiken att låta dramatisk och stämningsfull, bland annat genom programmering av stråkarrangemang och mjuka keyboardtoner.
Albumets fyra b-sidor skiljer sig något från de på albumet, och har influenser av progressiva rockband som Muse och Kingston Wall.

## Låtar
Inledningsspåret "Madness" handlar om Janne Heiskanens avhopp och hur bandet tar sig vidare i nya riktningar. Det var den tredje singeln från albumet och nådde andra plats på Finlands singellista. Nästa spår, "Bullet", var den sista som färdigställdes och enligt Lauri Ylönen handlar den om människor som beter sig som "idiotiska svin". Den följs upp av singeln "Chill", en låt inspirerad av den svenska gruppen Kent och uppbyggd kring ett genomgående riff. Den fjärde låten, "F-F-F-Falling", var albumets ledande singel och gruppens första singeletta i Finland. Den femte låten, "Heartbreaker", präglas av gitarr med wah wah-pedaler och har jämförts med Bon Jovi. Det var den sista singeln från albumet och deras andra singeletta.
Den drömska låten "Smash" är baserad på en nära vän till Ylönen som dog av en heroinöverdos. "Someone Else", det sjunde spåret, är en ballad i lugnt tempo om en tjej som tror att hon tillhör någon. Texten innehåller fantasifraser som till exempel att dricka blod från en dinosaurie för att bevara sin styrka. "Small Town" handlar dels om en liten stad, dels om att lära känna sig själv. Inspirationen till nästa låt, "One & Only", kom när Ylönen besökte sina föräldrar i kvarteret där han växte upp. Albumet avslutas med "Last Waltz", en dramatisk låt om att dansa sin sista vals.

## Utgivning
Albumet gavs ut på det nystartade skandinaviska skivbolaget Playground Music den 21 oktober 2001.

### Special Edition (2003)
Anmärkningsvärt var att man gav ut en nyutgåva av albumet, Into - Special Edition, den 11 november 2003 på det tyska skivbolaget Edel Music. På detta album hade man samlat de fyra b-sidorna "Days", "Can't Stop Me", "Play Dead" och "Used to Feel Before", där de två sistnämnda låtarna är covers på Björk respektive Kingston Wall. Denna utgåva var en så kallad digipack med svart-vitt omslag för att skilja det ifrån den orangea originalutgåvan. Den innehöll även ett 24-sidigt häfte med nya bilder på bandet samt musikvideon till "F-F-F-Falling".
I USA gav man inte ut albumet förrän den 20 februari 2007, då genom deras kortvarande amerikanska skivbolag DRT Entertainment. Försäljningen i USA blev dock aldrig uppmärksammad.

## Mottagande
Precis som de föregående albumen på Warner Music blev Into väl mottaget i hemlandet Finland och blev The Rasmus första albumetta på den finländska albumlistan. Albumet blev även vinnare i kategorierna 'Årets album' och 'Pop/rock album' vid 2001 års Emma-gala (Finlands motsvarighet till Grammis). Vid utgivningen genererade dock Into få tidningsrecensioner och kritiken över albumet har således varit svår att fastställa, även om den på senare tid har hyllats av skribenter på webbtidningar såsom Sputnikmusic och Melodic.net.

### Listframgångar
Into debuterade som trea på den finländska albumlistan vecka 13 2001. Tre veckor därefter toppade den listan i en vecka. Albumet låg på listan i totalt 35 veckor.

## Låtlista
Alla låtar är skrivna och komponerade av Lauri Ylönen, Eero Heinonen, Pauli Rantasalmi och Aki Hakala, där inget annat anges. Textsamarbetare: Michael Blair. 
| Nr  | Titel         | Längd |
| --- | ------------- | ----- |
| 1.  | Madness       | 3:11  |
| 2.  | Bullet        | 4:09  |
| 3.  | Chill         | 4:13  |
| 4.  | F-F-F-Falling | 3:52  |
| 5.  | Heartbreaker  | 3:39  |
| 6.  | Smash         | 3:43  |
| 7.  | Someone Else  | 4:28  |
| 8.  | Small Town    | 4:02  |
| 9.  | One & Only    | 3:50  |
| 10. | Last Waltz    | 4:43  |

| 11. | Days                                      |                                 | 4:12 |
| 12. | Can't Stop Me                             |                                 | 2:52 |
| 13. | Play Dead (Björk-cover)                   | Björk, David Arnold, Jah Wobble | 3:51 |
| 14. | Used to Feel Before (Kingston Wall-cover) | Petri Walli                     | 4:24 |
| 15. | F-F-F-Falling (Musikvideon i MPEG-format) |                                 |      |

## Listplaceringar och certifikat
| Lista (2001)           | Högsta placering |
| ---------------------- | ---------------- |
| Finländska albumlistan | 1                |

| Land    | Cerifikat  | Sålda ex. |
| ------- | ---------- | --------- |
| Finland | 2× Platina | 72 950    |

## Medverkande
The Rasmus
- Lauri Ylönen – sång
- Eero Heinonen – bas
- Pauli Rantasalmi – gitarr
- Aki Hakala – trummor

Produktion
- Mikael Nord Andersson & Martin Hansen – produktion, inspelning, programmering, keyboard, tillagda ljud (Nord Studios, Stockholm)
- Claes Persson – mastering (CRP Recordings)
- Leif Allansson – mixning (Nord Studios, Stockholm)
- Jörgen Ingeström – stråkarrangemang
- Lars Tengroth – A&R (Playground Music)
- Jeanette Fredenberg – fotografier
- Henrik Walse – layout
- Teja Kotilainen – manager